# Aurelio Lampredi
Aurelio Lampredi, född 16 juni 1917 i Livorno, död 1 juni 1989 i Livorno, var en italiensk bil- och flygmotorkonstruktör. Lampredi ledde utvecklingsarbetet av flera av Fiats mest tillverkade motorer. Han arbetade även för bland annat Ferrari.

## Biografi
Aurelio Lampredi började sin karriär hos Piaggio, kända för sina Vespa-skotrar, men fick snart arbeta med större motorer. Han arbetade hos Isotta-Fraschini före andra världskriget, och anställdes därefter hos Reggiane för att utveckla flygmotorer.
Lampredi anställdes av Ferrari 1946, där han utvecklade en stor 4,5-liters V12-motor, som användes i racerbilen 275S. Därefter återvände Lampredi till Isotta-Fraschini i mars 1947, men gick tillbaka till Ferrari tidigt 1948. Lampredis motorer användes som alternativ till V12-motorerna som konstruerats av Gioacchino Colombo, vilka ditintills drivit de flesta Ferrari-modellerna. Särskilt efter fiaskot för Colombos motor i Formel 1 föredrog Ferrari Lampredis motorer. Lampredi deltog i Ferraris motorsport-satsningar 1952 och 1953.
Lampredi lämnade Ferrari för gott 1955, då Ferrari köpte Lancias motorsportavdelning och anställde motorkonstruktören Vittorio Jano, som tidigare hade arbetat hos Alfa Romeo. Lampredis motorer användes därefter i Ferraris landsvägsvagnar, medan Janos V6- och V8-motorer snart ersatte Lampredis motorer i tävlingsbilarna.
Efter Ferrari gick Lampredi till Fiat, där han ledde företagets motorutveckling fram till 1977, däribland Fiat klassiska Twin Cam-motor som tillverkads 1966-2000. Det var här han utvecklade motorer med överliggande kamaxlar och kamaxlar för Fiat, vilka skulle driva Fiat-bilar i mer än 30 års tid. Han ledde också Fiats motorsportavdelning, Abarth, mellan 1973 och 1982.